# Convento de São Bernardino (Câmara de Lobos)

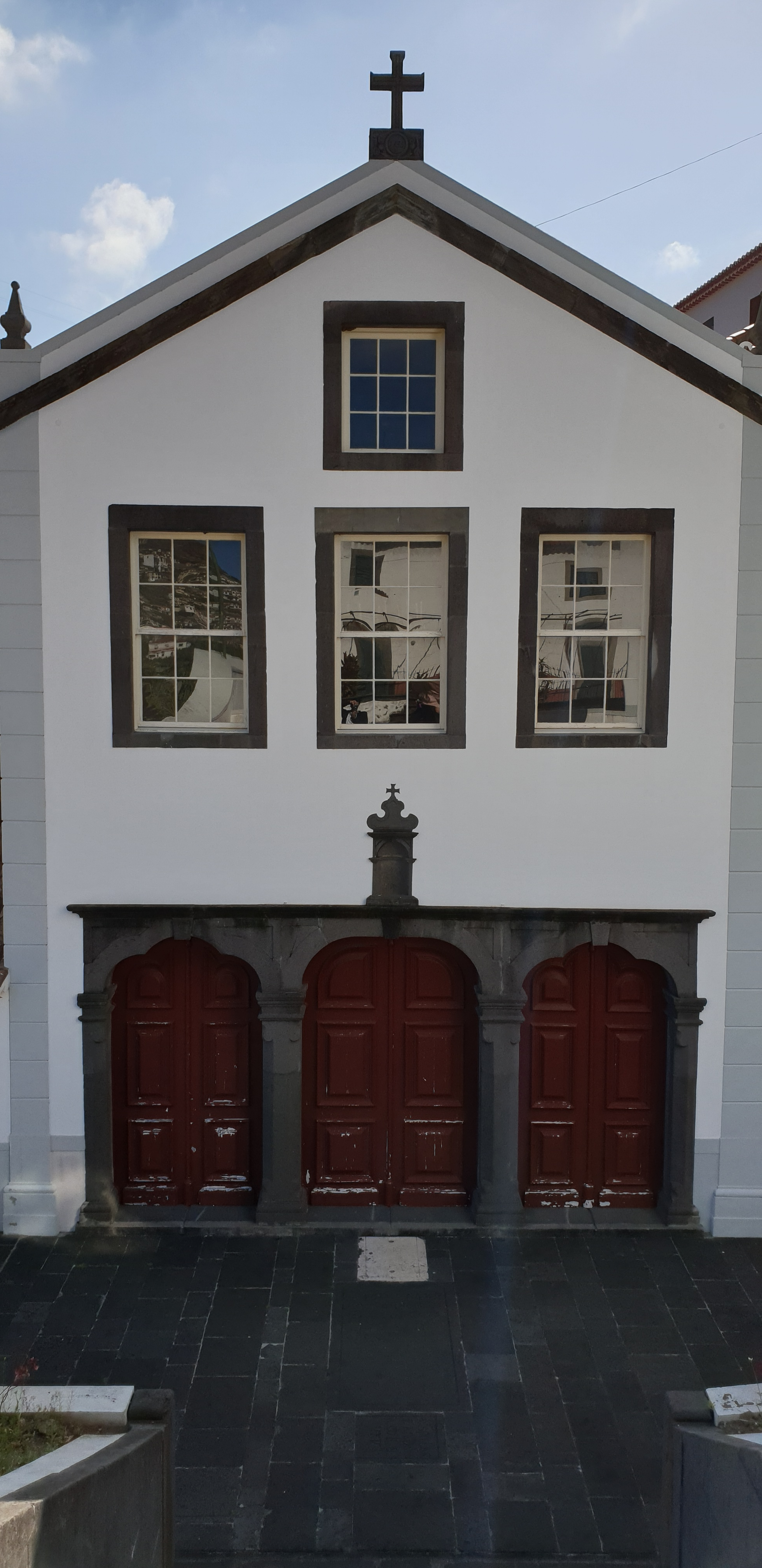
Fachada Principal da Igreja do Convento de São Bernardino

O Convento de São Bernardino de Sena, mais conhecido como Convento de São Bernardino, está localizado no concelho de Câmara de Lobos, na Região Autónoma da Madeira, Portugal. O Convento começou por ser um oratório, originalmente só com três frades, mas com o aumento do número de frades decidiu-se então construir um convento num terreno que lhes tinha sido doado. O Convento foi fundado em 1459. Devido à sua aproximação a uma ribeira, o Convento foi assolado por uma enxurrada que o danificou significativamente o que levou posteriormente à sua reconstrução que trouxe algumas melhorias às condições e organização do convento o que elevou o nível para o de uma verdadeira casa monástica. Depois da Reforma Geral Eclesiástica, que obriga à expulsão das Ordens Religiosas de Portugal, ser posta em prática, o Convento e a respetiva Igreja ficaram ao abandono que levou à sua degradação, vindo anos depois a serem recuperados pelo pároco local.

## São Bernardino de Sena
São Bernardino de Sena, era um jovem órfão, que nasceu em Itália, e desde criança gostava bastante de se envolver em atividades religiosas, relacionadas com a Religião Católica Cristã. Entrou mais tarde na Ordem dos Frades Menores, Ordem Franciscana, dentro da qual mais tarde foi ordenado sacerdote. Era um pregador devoto do Santíssimo Nome de Jesus e de Jesus Eucaristia, transportando sempre consigo uma pequena imagem da Hóstia consagrada com o monograma “IHS” no centro. Faleceu em 1444. A memória litúrgica de São Bernardino celebra-se anualmente a 20 de Maio.

## Ordem Franciscana
O Convento de São Bernardino pertence à Ordem Franciscana que se fundou em Portugal no ano de 1214 que veio ao longo do tempo a erigir alguns Conventos e Eremitérios em Portugal. A Ordem desde a metade do Século XIV optou preferencialmente por duas tendências, a Claustra, e a Observância. Os Franciscanos tomaram parte nos Descobrimentos cumprindo assim com a sua vocação de Missionários tendo antes de 1460 fundado prontamente cinco Conventos em África como também nas Ilhas, incluindo a Madeira. No ano de 1517, depois do estabelecimento da divisão da Ordem em duas, os Frades Menores da Regular Observância e os Frades Menores Conventuais, optando e traduzindo-se em Portugal pelo surgimento de duas províncias: a da Regular Observância e a dos Claustrais, Conventuais. Os Observantes ficaram com as casas da Ilha da Madeira. Os Franciscanos Observantes organizaram-se em dois grupos, em Custódias e Províncias sendo a da Madeira, em 1683, uma Custódia, Custódia de São Tiago Menor, que veio a ser também uma das primeiras Custódias.

## História
O Convento de São Bernardino foi o primeiro Convento na ilha a ser construído e fundado fora do Funchal. Pertence à Província portuguesa da Ordem dos Frades Menores, mais conhecida como Ordem Franciscana. Este convento tem como santo titular São Bernardino de Sena que é um dos maiores santos da Ordem.
“Foi o primeiro convento que nesta ilha se fundou fora do Funchal. Pertencia á ordem franciscana e tinha por titular a S. Bernardino de Sena, um dos grandes santos da mesma ordem (…)”
	O Convento localiza-se no Concelho de Câmara de Lobos, mais concretamente na Rua Frei Pedro da Guarda, rua que tem o nome de um frade franciscano que viveu no Convento, que atingiu certo nível de santidade, recebendo o título de “Servo de Deus” dado pelo próprio povo.
“(…) Ficava situado na freguesia de Câmara de Lobos em logar ermo e solitario, e a certa distancia da igreja matriz. (…)”
Graças a Frei Pedro da Guarda, o Convento ganhou uma determinada notoriedade, vindo até a ser realizadas romagens, peregrinações dos sítios mais longínquos da ilha e nalguns casos até do Continente português ao Convento em honra, nome e homenagem ao Frei Pedro da Guarda. O número de peregrinações, romagens diminuíram depois da política da extinção das ordens religiosas ter sido posta em prática em Portugal. Apesar do número de romagens, peregrinações ter diminuído não acabaram, pois, todos os anos, mesmo depois dessa determinada política já referida ter sido posta em prática em Portugal, um notável número de pessoas se deslocava ao Convento para visitar os restos mortais de Frei Pedro da Guarda.
“Fr. Pedro da Guarda, a que o povo chamou e chama ainda o Santo Servo de Deus (...)”
	O Convento teve a sua origem num Oratório. Foi fundado por volta do ano de 1459. Os frades franciscanos que aí viviam nessa altura, eram três, Frei Gil de Carvalho, João Afonso e Martinho Afonso, tendo vindo o primeiro do Continente e os outros dois para a sustentação dos três pediam esmola pelo povoado local. Frei Gil Carvalho veio a ser futuramente o “diretor” da comunidade religiosa.
“Fr. Gil de Carvalho, humilde frade franciscano, veio do continente do reino (…)”
“João Afonso e Martinho Afonso, os quais esmolavam pelo povoado para a sustentação dos três”
“Passados alguns anos formaram uma comunidade sob a direcção de Fr. Gil de Carvalho.”
	Com o número de frades franciscanos a crescer decidiu-se construir o Convento num terreno que lhes foi doado por João Afonso Correia que era escudeiro de D. Henrique, Infante.
“Crescendo o numero de religiosos, trataram de levantar um pequeno convento em terreno que lhes foi doado por João Afonso Correia, escudeiro do infante D. Henrique (...)”
	O Convento é ladeado por um lado, por uma ribeira, “Ribeira do Vigário”, e do outro lado, por um rochedo.
“A (...) casa erguia-se num sitio afastado da povoação, cercado dum lado pela ribeira e do outro por uma rocha (...)”
	Anos depois Frei Gil Carvalho entregou a direção da comunidade a Frei Jorge de Sousa que durante a sua direção da comunidade, século XV, viu o Convento e a Igreja do mesmo serem parcialmente destruídos por uma enchente, tendo o mesmo construído um novo templo que veio a dar mais e melhores condições e organização à comunidade religiosa, condições e organização duma verdadeira casa monástica.
“Volvidos (...) anos, entregou aquele religioso [Frei Gil de Carvalho] o govêrno do seu mosteiro a Fr. Jorge de Sousa (...)”
“Uma enchente da ribeira havia (...) destruído a pequena igreja e uma parte do convento, tendo Fr. Jorge construído um novo e mais vasto templo (...)”
“(…)dando á comunidade a organização canonica duma verdadeira casa monastica, depois de ter melhorado consideravelmente as condições (…) do mosteiro. (…)”

A Capela-mor dessa nova Igreja construída foi Rui Mendes de Vasconcelos, filho da filha de Zarco, Helena Gonçalves, o seu fundador. Rui Mendes de Vasconcelos era casado com a filha dos doadores do terreno do Convento, Isabel Correia. João Bettencourt de Vasconcelos, neto do fundador da Capela e padroeiro da mesma, consignou, em 1607, no seu Testamento, a terça parte dos seus bens como uma espécie de doação para o Convento e para as necessidades do mesmo. A Capela-mor da Igreja do Convento é o jazigo privado dos descendentes dos fundadores e dos padroeiros da mesma.
“Em 1607, por testamento aprovado (…) desse ano, João Bettencourt de Vasconcelos, neto do fundador da mesma capela e padroeiro dela, vinculou a terça dos seus bens para acudir às necessidades do Convento. (…)”
	No frontispício da Igreja do Convento de São Bernardino encontra-se a data de 1763 que é acreditado de ser a sua data de reconstrução. Depois da entrada em vigor da Reforma Geral Eclesiástica que levou à expulsão das ordens religiosas de Portugal durante o ministério do Secretário de Estado Joaquim António de Aguiar levada a cabo pela Comissão da Reforma Geral do Clero, a Igreja e respetivo Convento entraram em degradação devido ao seu abandono. Com a Reforma Geral Eclesiástica,  em 1834, todos os religiosos e religiosas ficaram sujeitos ao Bispo da Diocese local até à data do último religioso ou religiosa a morrer nesse determinado mosteiro, convento, data em que se assinala o fecho definitivo do mesmo.
	“pelo Decreto de 30 de Maio, foram extintos todos os conventos, mosteiros, colégios, hospícios e casas de religiosos de todas as ordens religiosas, ficando as de religiosas, sujeitas aos respectivos bispos, até à morte da última freira, data do encerramento definitivo. (…)”
Alguns anos depois a ser recuperada, restaurada pelo pároco de Câmara de Lobos, João Joaquim de Carvalho. No Convento de São Bernardino tiveram lugar as aulas do primeiro Curso de Preparatórios do Seminário Diocesano entre 1931 a 1933.
“O Nome de Jesus é a luz dos pregadores porque ilumina com o seu esplendor os que anunciam e os que ouvem a sua palavra” – São Bernardino de Sena